# Over My Skin
| Оценки критиков | Оценки критиков                                                                         |
| Источник        | Оценка                                                                                  |
| --------------- | --------------------------------------------------------------------------------------- |
| RYM             | 2,64 из 5 звёзд · 2,64 из 5 звёзд · 2,64 из 5 звёзд · 2,64 из 5 звёзд · 2,64 из 5 звёзд |

«Over My Skin» − дебютный англоязычный сингл американской певицы Тиффани Ён. Был выпущен 28 июня 2018 года лейблом Transparent Arts.

## Предпосылки и релиз
9 октября 2017 года стало известно, что Тиффани покинула S.M. Entertainment – одно из крупнейших музыкальных агентств в Южной Корее, где на протяжении десяти лет она была участницей Girls’ Generation и вела сольную деятельность. В ноябре исполнительница дала эксклюзивное интервью журналу CeCi, съёмки для которого проходили в Лос-Анджелесе, и рассказала, что активно занимается актёрской карьерой и посещает уроки актёрского мастерства, но, тем не менее, работает и над новой музыкой, а будущее Хван в качестве участницы Girls’ Generation находится в стадии обсуждения.
13 июня 2018 года было объявлено, что Тиффани подписала контракт с американским агентством Paradigm Talent Agency, под крылом которого находятся такие исполнители, как Эд Ширан и многие другие. С 23 июня через свой официальный аккаунт в Instagram Хван начала выкладывать тизеры к предстоящему релизу.
Релиз «Over My Skin» состоялся 28 июня на музыкальных сервисах, таких как Spotify и iTunes.

## Композиция и видеоклип
```
«Этот клип отражает ситуации, когда мне приходилось пройти через собственную неуверенность, как артиста, заткнуть все страхи и недостатки, и почувствовать себя уверенно в собственной коже»
```

«Over My Skin» была написана Тиффани, Кевином Нишимурой (Far East Movement) и Рейчел Вест. Песня описывается как «вдохновлённая звучанием поп-музыки 90-х» со звучанием духовых и нотками современного R&B. Текст рассказывает об уверенности, чувственности и расширении прав женщин.
Видеоклип был выпущен 1 августа, в день 29-летия Тиффани.